# Philodromus ashae
Philodromus ashae är en spindelart som beskrevs av Gajbe 1999. Philodromus ashae ingår i släktet Philodromus och familjen snabblöparspindlar. Inga underarter finns listade i Catalogue of Life.